# مینامی‌آسو، کوماموتو
می‌نامی‌آسو، کوماموتو (به لاتین: Minamiaso, Kumamoto) یک منطقهٔ مسکونی در ژاپن است که در Aso District, Kumamoto واقع شده‌است. می‌نامی‌آسو  ۱۲٬۰۱۵ نفر جمعیت دارد.